# 卡利尼夫卡 (伊賈斯拉夫區)
49°58′0″N 26°46′19″E / 49.96667°N 26.77194°E
卡利尼夫卡（烏克蘭語：Калинівка），是烏克蘭西部的村莊，隸屬赫梅利尼茨基州的舍佩蒂夫卡區。該村面積0.36平方公里，海拔高度277米，2001年人口66，人口密度每平方公里185.4人。